# Větrný mlýn (Varnsdorf)
Větrný mlýn holandského typu se nachází ve Varnsdorfu na Mlynářské ulici.

## Historie
Zděný větrný mlýn byl postaven pravděpodobně v roce 1870; jiný pramen uvádí rok 1843. Už před druhou světovou válkou sloužil jako obytný dům a měl obytnou přístavbu. Po odsunutí německých obyvatel v roce 1946 byl opuštěn. V roce 1975 zchátralý objekt byl zakoupen soukromou osobou a opraven pro bydlení. Mlýn je bez památkové ochrany. 

## Popis
Větrný mlýn je třípodlažní válcová omítaná zděná stavba holandského typu postavená z lomového kamene na kruhovém půdorysu. V patrech jsou pravidelně nad sebou prolomena okna rámovaná kamenným ostěním. Stavba je zakončena kuželovitou střechou na obedněném věnci. Na severní straně je obytná přístavba.
| půdorys průměr [m] | výška [m] | zdroj |
| ------------------ | --------- | ----- |
| 9,5                | 12        | [ 1 ] |